# Bérengeville-la-Campagne
Bérengeville-la-Campagne és un municipi francès situat al departament de l'Eure i a la regió de Normandia. L'any 2007 tenia 284 habitants.

## Demografia

### Població
El 2007 la població de fet de Bérengeville-la-Campagne era de 284 persones. Hi havia 112 famílies, de les quals 20 eren unipersonals (4 homes vivint sols i 16 dones vivint soles), 40 parelles sense fills, 48 parelles amb fills i 4 famílies monoparentals amb fills.
La població ha evolucionat segons el següent gràfic:
Habitants censats

### Habitatges
El 2007 hi havia 121 habitatges, 107 eren l'habitatge principal de la família, 8 eren segones residències i 6 estaven desocupats. Tots els 120 habitatges eren cases. Dels 107 habitatges principals, 83 estaven ocupats pels seus propietaris, 20 estaven llogats i ocupats pels llogaters i 4 estaven cedits a títol gratuït; 5 tenien dues cambres, 12 en tenien tres, 25 en tenien quatre i 65 en tenien cinc o més. 89 habitatges disposaven pel capbaix d'una plaça de pàrquing. A 41 habitatges hi havia un automòbil i a 58 n'hi havia dos o més.

### Piràmide de població
La piràmide de població per edats i sexe el 2009 era:
| Homes | Edats   | Dones |
| ----- | ------- | ----- |
| 0     | 95 o +  | 0     |
| 4     | 90 a 94 | 0     |
| 0     | 85 a 89 | 4     |
| 0     | 80 a 84 | 8     |
| 4     | 75 a 79 | 4     |
| 0     | 70 a 74 | 8     |
| 4     | 65 a 69 | 8     |
| 8     | 60 a 64 | 4     |
| 8     | 55 a 59 | 4     |
| 24    | 50 a 54 | 8     |
| 0     | 45 a 49 | 20    |
| 0     | 40 a 44 | 0     |
| 20    | 35 a 39 | 8     |
| 8     | 30 a 34 | 12    |
| 12    | 25 a 29 | 4     |
| 0     | 20 a 24 | 16    |
| 0     | 15 a 19 | 4     |
| 8     | 10 a 14 | 4     |
| 20    | 5 a 9   | 8     |
| 4     | 0 a 4   | 4     |

## Economia
El 2007 la població en edat de treballar era de 187 persones, 147 eren actives i 40 eren inactives. De les 147 persones actives 138 estaven ocupades (68 homes i 70 dones) i 9 estaven aturades (3 homes i 6 dones). De les 40 persones inactives 19 estaven jubilades, 15 estaven estudiant i 6 estaven classificades com a «altres inactius».

### Ingressos
El 2009 a Bérengeville-la-Campagne hi havia 112 unitats fiscals que integraven 310 persones, la mediana anual d'ingressos fiscals per persona era de 20.945,5 €.

### Activitats econòmiques
Dels 6 establiments que hi havia el 2007, 1 era d'una empresa extractiva, 2 d'empreses de construcció, 1 d'una empresa de comerç i reparació d'automòbils, 1 d'una empresa d'hostatgeria i restauració i 1 d'una empresa immobiliària.
Dels 2 establiments de servei als particulars que hi havia el 2009, 1 era una fusteria i 1 lampisteria.
L'any 2000 a Bérengeville-la-Campagne hi havia 6 explotacions agrícoles.

## Equipaments sanitaris i escolars
El 2009 hi havia una escola elemental integrada dins d'un grup escolar amb les comunes properes formant una escola dispersa.

## Poblacions més properes
El següent diagrama mostra les poblacions més properes.